# Giuseppe Blanc
Giuseppe Blanc (né le 11 avril 1886 à Bardonèche, dans la province de Turin, au Piémont, et mort le 7 décembre 1969 à Santa Margherita Ligure, en Ligurie) est un compositeur italien. Il a écrit notamment la musique du célèbre hymne étudiant de la Goliardia de Turin Giovinezza, dont le titre, le refrain et l'air ont été repris par l'hymne fasciste Giovinezza. Il est également l'auteur de la musique du premier hymne national de la Somalie indépendante (1960-2000).

## Biographie
Il grandit à Turin et étudie au conservatoire avec Giovanni Bolzoni.

## À noter
En 1960, une de ses compositions de l’ère fasciste est devenue l’hymne national de la Somalie.

## Source de traduction
- (it) Cet article est partiellement ou en totalité issu de l’article de Wikipédia en italien intitulé « Giuseppe Blanc » (voir la liste des auteurs).